# Достияр
Достияр (каз. Достияр) — упразднённое село в Тарановском районе Костанайской области Казахстана. Входило в состав Кайранкольского сельского округа. Исключено из учётных данных в 2017 г. Код КАТО — 396451200.

## Население
В 1999 году население села составляло 252 человека (123 мужчины и 129 женщин). По данным переписи 2009 года, в селе проживало 38 человек (18 мужчин и 20 женщин).
По данным на 1 июля 2013 года население села составляло 23 человека.